# J. League Division 2 2000
La J. League Division 2 2000 fue la segunda temporada de la J. League Division 2. Contó con la participación de once equipos. El torneo comenzó el 11 de marzo y terminó el 19 de noviembre de 2000.
Los nuevos participantes fueron, por un lado, los equipos descendidos de la J. League Division 1: Urawa Red Diamonds y Bellmare Hiratsuka, quien pasó a competir oficialmente bajo la denominación de Shonan Bellmare. Por otro lado, el que ascendió de la Japan Football League: Mito HollyHock. Los tres hicieron sus respectivos debuts en la segunda categoría.
El campeón fue Consadole Sapporo, por lo que ascendió a Primera División. Por otra parte, salió subcampeón Urawa Red Diamonds, quien también ganó su derecho a disputar la J. League Division 1.

## Ascensos y descensos
| Descendidos de la J. League Division 2 1999 |
| ------------------------------------------- |
| No hubo                                     |

| Torneo | Ascendidos a la J. League Division 2 2000 |
| ------ | ----------------------------------------- |
| JFL    | Mito HollyHock                            |

| Pos | Ascendidos a la J. League Division 1 2000 |
| --- | ----------------------------------------- |
| 1.º | Kawasaki Frontale                         |
| 2.º | F.C. Tokyo                                |

| Pos  | Descendidos de la J. League Division 1 1999 |
| ---- | ------------------------------------------- |
| 15.º | Urawa Red Diamonds                          |
| 16.º | Bellmare Hiratsuka                          |

- De esta manera, el número de participantes aumentó a 11.

## Reglamento de juego
El torneo se disputó en un formato de todos contra todos a doble ida y vuelta, de manera tal que cada equipo debió jugar dos partidos de local y dos de visitante contra sus otros diez contrincantes y quedar libre en cuatro fechas. Si el encuentro continuaba en empate, se disputaba un tiempo suplementario con gol de oro.
Una victoria en tiempo reglamentario se puntuaba con tres unidades, mientras que por un partido ganado en prórroga se otorgaban dos puntos. Por otro lado, el empate valía un punto y la derrota, ninguno. Para desempatar se utilizaron los siguientes criterios:
1. Puntos
2. Diferencia de goles
3. Goles anotados
4. Resultados entre los equipos en cuestión
5. Desempate o sorteo

Los dos equipos con más puntos al final del campeonato ascenderían a la J. League Division 1 2001.

## Tabla de posiciones
| Pos. | Equipo                   | Pts. | PJ | G  | GPR | E | PPR | P  | GF | GC | Dif. | Ascenso                               |
| ---- | ------------------------ | ---- | -- | -- | --- | - | --- | -- | -- | -- | ---- | ------------------------------------- |
| 1    | Consadole Sapporo (C, P) | 94   | 40 | 27 | 4   | 5 | 0   | 4  | 71 | 22 | +49  | Ascendido a J. League Division 1 2001 |
| 2    | Urawa Red Diamonds (P)   | 82   | 40 | 23 | 5   | 3 | 2   | 7  | 82 | 40 | +42  | Ascendido a J. League Division 1 2001 |
| 3    | Oita Trinita             | 81   | 40 | 26 | 0   | 3 | 3   | 8  | 80 | 38 | +42  |                                       |
| 4    | Omiya Ardija             | 68   | 40 | 21 | 2   | 1 | 2   | 14 | 55 | 49 | +6   |                                       |
| 5    | Vegalta Sendai           | 55   | 40 | 15 | 4   | 2 | 4   | 15 | 60 | 69 | −9   |                                       |
| 6    | Sagan Tosu               | 48   | 40 | 13 | 2   | 5 | 5   | 15 | 41 | 52 | −11  |                                       |
| 7    | Albirex Niigata          | 46   | 40 | 11 | 4   | 5 | 2   | 18 | 54 | 63 | −9   |                                       |
| 8    | Shonan Bellmare          | 43   | 40 | 12 | 3   | 1 | 7   | 17 | 59 | 71 | −12  |                                       |
| 9    | Mito HollyHock           | 43   | 40 | 9  | 6   | 4 | 2   | 19 | 37 | 61 | −24  |                                       |
| 10   | Montedio Yamagata        | 33   | 40 | 9  | 2   | 2 | 3   | 24 | 40 | 61 | −21  |                                       |
| 11   | Ventforet Kofu           | 18   | 40 | 5  | 0   | 3 | 2   | 30 | 31 | 84 | −53  |                                       |

 Fuente: J. League Data Site: 2000 J.LEAGUE Division 2 League table
Criterios de clasificación: 1) puntos; 2) diferencia de goles; 3) número de goles marcados; 4) resultados entre los equipos en cuestión.

## Campeón
|                                       |
|                                       |
| Campeón Consadole Sapporo 1.er título |